# François de Bourbon, duc de Beaufort

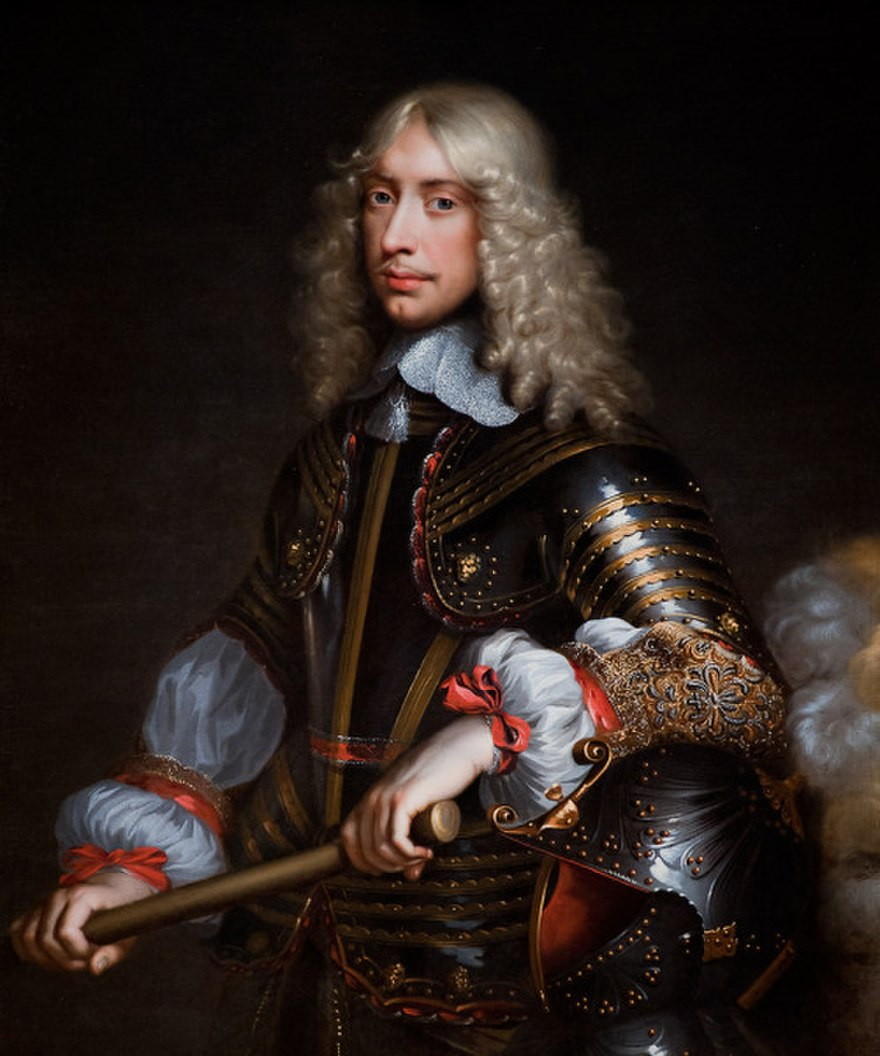
François de Bourbon, Herzog von Beaufort

François de Bourbon, Herzog von Beaufort, genannt  Le Roi des Halles (* 6. Juni 1616 in Paris; † 25. Juni 1669 vor Kreta) war ein französischer Aristokrat aus dem Haus Bourbon-Vendôme.
François de Vendôme war der Sohn von César de Bourbon, Herzog von Vendôme und Françoise de Lorraine, also ein Enkel des Königs Heinrich IV. Wie seine Geschwister Louis I. und Elisabeth trug er nicht den Familiennamen de Bourbon oder – wie sein Vater – Bâtard de Bourbon, sondern de Vendôme. Mit dem Tod seines Vaters 1665 wurde er der dritte Herzog von Beaufort und Pair von Frankreich.
Bereits als Zwölfjähriger nahm er 1628 am Feldzug nach Savoyen teil. Später zeichnete er sich bei den Belagerung von Corbie, von Hesdin und von Arras aus.
Als Erwachsener folgte er dem Beispiel seines Vaters und stellte sich – auch durch Verschwörungen – erst gegen Kardinal Richelieu, vor dem er nach England fliehen musste, und später gegen Jules Mazarin. 1643 war er das Haupt einer der wichtigsten Aktionen gegen Mazarin, der Cabale des Importants. Die Regentin Anna von Österreich ließ ihn verhaften und im Donjon von Vincennes einsperren. Nach fünf Jahren Haft gelang ihm 1648 die Flucht. Er versteckte sich zuerst im Schloss Chenonceau, später im Vendômois. Trotz dieser Umstände spielte er 1649 in der Fronde eine bedeutende Rolle – von den Parisern wurde er Roi des Halles (König der Markthallen) genannt.

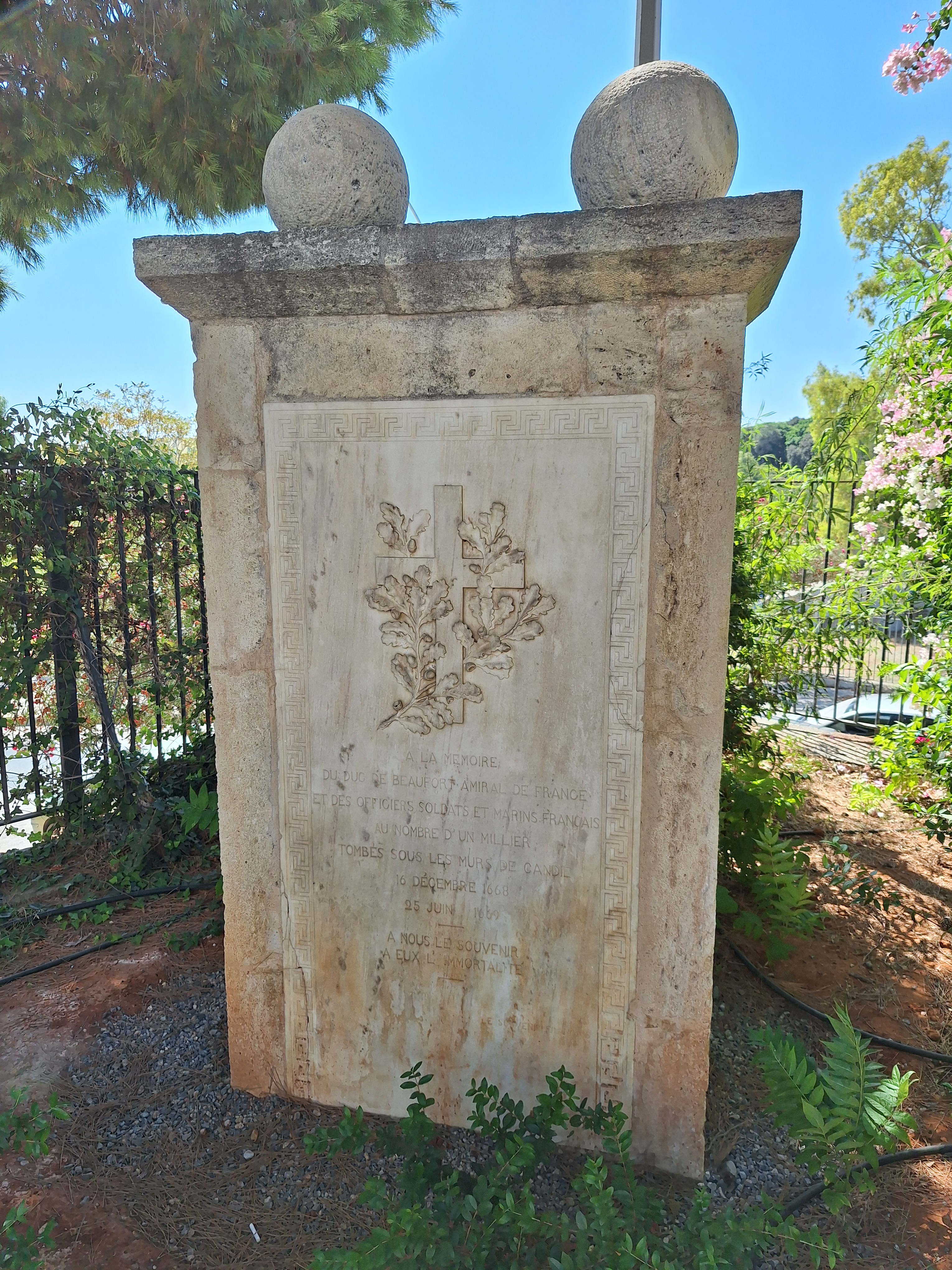
Monument über den Tod des Herzogs bei der Belagerung von Candia, vor dem Archäologischen Museum Iraklio.

Nachdem er sich unterworfen hatte, versöhnte er sich mit 1653 mit der Krone und bekam in der Folge eine Reihe von militärischen Ämtern und Aufgaben anvertraut. Als Großmeister und Generalintendant der Handels- und der Kriegsmarine (Grand-maître de la navigation) befehligte er 1662 die französische Flotte im Kampf gegen das Osmanische Reich im Mittelmeer. 1665 schlug er zwei Mal die Algerier. 1669 kam er den Venezianern im Krieg um Kreta gegen die Osmanen zu Hilfe und kommandierte die französischen Truppen bei der Verteidigung Kretas, in der Belagerung von Candia. Bei einem türkischen Sturmangriff wurde er getötet.
François de Vendôme blieb ledig und starb ohne Nachkommen. Das Herzogtum Beaufort ging unmittelbar an seinen Neffen Louis II. Joseph über, obwohl sein Bruder Louis I. noch lebte – vermutlich, weil die Nachricht von seinem Tod erst eintraf, nachdem Louis I. am 6. August 1669 ebenfalls gestorben war.

## François de Vendôme in der Literatur

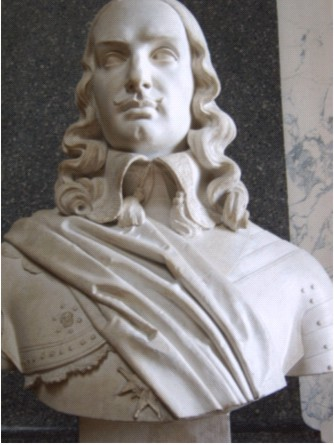
Büste in der Schlachtengalerie des Schloss Versailles

Der Herzog von Beaufort tritt in Vingt ans après von Alexandre Dumas dem Älteren ebenso auf wie im Vicomte de Bragelonne (dt. Der Mann mit der eisernen Maske). Dem Dramatiker François Joseph de Lagrange-Chancel folgend, wäre er sogar mit dem Gefangenen gleichzusetzen.
Des Weiteren gibt es Veröffentlichungen, in denen angedeutet wird, dass der Herzog von Beaufort der leibliche Vater von Ludwig XIV. war.